# Aleiodes ferruginosus
Aleiodes ferruginosus är en stekelart som först beskrevs av Baker 1917.  Aleiodes ferruginosus ingår i släktet Aleiodes och familjen bracksteklar. Inga underarter finns listade i Catalogue of Life.